# 콘 에어
《콘 에어》(영어: Con Air)는 1997년에 개봉한 미국의 액션 스릴러 영화이다. 제리 브룩하이머 제작, 스콧 로젠버그 각본, 사이먼 웨스트 연출에 니컬러스 케이지, 존 큐잭, 존 말코비치, 스티브 부세미, 빙 레임스, 대니 트레호가 출연한다.

## 줄거리
명예롭게 전역한 육군 레인저 캐머런 포는 만삭인 아내 트리샤를 주취 상태의 남성이 공격하자 자신을 방어하다 그 남성을 죽인 과실치사 혐의로 유죄 판결을 받는다. 8년 후, 그는 가석방되어 죄수 호송기인 '제일버드'(Fairchild C-123 Provider를 개조한 것)를 타고 앨라배마주로 향한다. 아직 한 번도 만나지 못한 트리샤와 딸 케이시와 재회하기 위해서이다. 포와 동행하는 사람은 그의 당뇨병 환자인 감방 친구이자 가장 친한 친구인 마이크 "베이비-오" 오델이다.
비행기에 탑승하는 대부분의 수감자는 슈퍼맥스 교도소로 이송되는 죄수들로, 대량 살인범 윌리엄 "빌리 베들램" 베드포드, 연쇄 강간범 존 "조니 23" 바카, 흑인 게릴라 네이선 "다이아몬드 도그" 존스, 그리고 전문 범죄자 사이러스 "더 바이러스" 그리섬 등이 포함된다. 비행은 미국 연방보안관 빈스 라킨이 감독하고 있으며, DEA 요원 윌리 심스는 도중에 태워질 마약 테러리스트 프란시스코 신디노에게서 정보를 얻기 위한 잠복 임무를 계획하고 있다.
이륙 후, 수감자 조 "핀볼" 파커는 다른 죄수에게 불을 질러 주의를 분산시키고, 그리섬과 존스는 비행기를 장악한다. 그들은 예정대로 카슨 공항에 착륙하여 다른 죄수들을 태우고 범죄인 인도가 불가능한 국가로 비행할 계획이다. 심스는 통제권을 되찾으려 하지만 그리섬에게 살해당한다.
비행기는 카슨 시티에 도착하고 수감자 교환이 시작되지만, 지상 요원들은 하이재킹 사실을 모른다. 새로운 승객들 중에는 신디노, 조종사 얼 "스왐프 씽" 윌리엄스, 그리고 연쇄살인범 갈랜드 그린이 있다. 당국은 그리섬의 옛 감방에서 증거를 발견하고 포가 위장한 경비원 중 한 명에게 심어놓은 녹음기를 통해 하이재킹 사실을 알게 되지만, 비행기가 이륙하는 것을 막지는 못한다. 한편, 핀볼은 비행기의 트랜스폰더를 제거하지만, 이륙 중 랜딩 기어에 깔려 사망한다.
수감자들은 사막 활주로인 러너 비행장에 착륙하여 신디노와 그의 카르텔이 소유한 다른 비행기로 갈아타기로 합의한다. 포는 랜딩 기어에 갇힌 핀볼의 시체를 발견하고 시신에 라킨에게 보낼 메시지를 쓴 후 시체를 밖으로 던진다. 라킨은 이 소식을 듣고 주방위군에 연락한 후 러너로 향한다. 화물칸을 약탈하던 베드포드는 포의 정체를 알아차리고, 포는 그를 죽일 수밖에 없게 된다.
제일버드는 러너에 착륙했지만, 이송 항공기는 보이지 않는다. 그리섬은 다른 사람들에게 비행기에 연료를 채우고 이륙 준비를 하라고 명령한다. 포는 베이비-오에게 인슐린을 주사할 주사기를 찾으러 갔다가 라킨을 만나 상황을 알린다. 그들은 신디노가 숨겨진 개인 제트기로 탈출할 계획임을 알게 되고, 라킨은 크레인 팔을 내려놓아 이를 방해한다. 그리섬은 비행기 연료에 불을 붙여 신디노를 처형한다. 그린은 격납고 근처에서 인형놀이를 하는 어린 소녀를 만나 그녀를 죽이고 싶은 충동을 느끼지만, 살인 충동을 억제한다. 조니 23은 주방위군 호송대가 접근하는 것을 보고 경보를 울린다. 주방위군이 도착하자 수감자들은 공격을 개시하지만, 라킨은 불도저를 임시 방패로 사용한다. 살아남은 수감자들은 제일버드로 돌아가 이륙한다.
베드포드의 시신이 발견되면서 포의 정체가 드러난다. 베이비-오는 책임을 지려다 그리섬에게 총을 맞는다. 그때 라킨과 심스의 파트너인 던컨 맬로이가 공격 헬리콥터를 타고 도착하여 제일버드의 연료 탱크를 손상시킨다. 포는 조종석을 지휘하고, 라킨은 비행기를 매캐런 국제공항에 착륙시키라고 지시하지만, 스왐프 씽은 비행기를 라스베이거스 스트립에 강제 착륙시켜 대규모 파괴를 일으키고 조니 23을 죽인다. 그리섬, 존스, 스왐프 씽은 소방차를 타고 탈출하고, 포와 라킨이 그들을 추격한다. 추격전 끝에 세 명의 탈주범 모두 사망한다. 포는 가족과 재회하고 살아남은 수감자들은 체포되지만, 그린은 카지노에서 도박을 하고 있다.

## 출연
- 니컬러스 케이지 - 캐머런 포
- 존 큐잭 - 빈스 라킨
- 존 말코비치 - 사이러스 그리섬
- 스티브 부세미 - 갈랜드 그린
- 빙 레임스 - 네이선 존스
- 콜름 미니 - 덩컨 멀로이
- 대니 트레호 - 조니 바카
- M. C. 게이니 - 얼 윌리엄스
- 닉 친런드 - 윌리엄 베드퍼드
- 데이브 셔펠 - 조 파커
- 미켈티 윌리엄슨 - 마이크 오델
- 레이철 티코틴 - 샐리 비숍 경호원
- 제스 보레고 - 프랑시스코
- 스티브 이스틴 - 팰존 경호원
- 모니카 포터 - 트리샤 포
- 랜드리 올브라이트 - 케이시 포
- 레놀리 산티아코 - 라몬 마르티네스

## 한국어 더빙 성우진

### KBS (2000년 2월 6일)
- 이정구 - 카메론 포우(니컬러스 케이지)
- 오세홍 - 사이러스 그리섬(존 말코비치)
- 구자형 - 빈스 라킨(존 큐잭)
- 탁재인 - 흑마왕(빙 레임스)
- 김익태 - 갈랜드 그린(스티브 부세미) / 헬기 조종사
- 김준 - 핀볼 파커(데이브 셔펠) / 헬기 조종사
- 차명화 - 트리샤 포우(모니카 포터)
- 유해무 - 던컨 먼로이 요원(콜름 미니)
- 주호성 - 팔존 교도관(스티브 이스틴)
- 최수민 - 샐리 비숍 교도관(레이철 티코틴)
- 김규식 - 스킵 데버스 국장(존 로셀리우스) / 콘 에어 기장(프레드릭 렌)
- 김정호 - 스왐프(M. C. 게이니) / 빌리 베들럼(닉 친런드) / 빌리 조(케빈 게이지)
- 이종구 - 쟈니 23(대니 트레호) / 판사(케빈 쿤리)
- 이호인 - 베이비 오(미켈티 윌리엄슨)
- 김태웅 - 윌리 심스 요원(호세 수니가) / 호모 샐리(레놀리 산티아고) / 콘 에어 부기장(마티 맥솔리)
- 김희선 - 케이시 포우(랜드리 올브라이트) / 지니(안젤라 페더스톤)

### SBS (2004년 5월 16일)
- 박지훈 - 카메론 포(니컬러스 케이지)
- 홍시호 - 빈스 라킨(존 큐잭)
- 김준 - 사이러스 그리섬(존 말코비치)
- 박상일 - 스킵 데버스 국장(존 로셀리우스)
- 한상혁 - 던컨 멀로이 요원(콜름 미니)
- 김태훈 - 갈랜드 그린(스티브 부세미) / 팔존 교도관(스티브 이스틴)
- 강희선 - 트리샤 포(모니카 포터)
- 임성표 - 쟈니 23(대니 트레호)
- 김강산 - 스왐프(M. C. 게이니)
- 문관일 - 베이비 오(미켈티 윌리엄슨)
- 문선희 - 비숍 교도관(레이철 티코틴)
- 서광재 - 네이튼 존스(빙 레임스) / 경찰(스콧 디티)
- 엄태국 - 핀볼 파커(데이브 셔펠)
- 김용준 - 윌리 심스 요원(호세 수니가) / 프란시스코 씬디노(제스 보레고) / 콘 에어 기장(프레드릭 렌)
- 김지영 - 케이시 포(랜드리 올브라이트) / 지니(안젤라 페더스톤)
- 변현우 - 빌리 베들럼(닉 친런드) / 콘 에어 부기장(마티 맥솔리)

### MBC (2005년 10월 15일)
- 이정구 - 카메론 포우(니컬러스 케이지)
- 안지환 - 빈스 라킨(존 큐잭)
- 이윤연 - 사이러스 그리섬(존 말코비치)
- 김호성 - 갈랜드 그린(스티브 부세미)
- 최석필 - 흑마왕(빙 레임스)
- 황윤걸 - 스왐프(M. C. 게이니)
- 이종혁 - 자니 23(대니 트레호)
- 김기철 - 핀볼 파커(데이브 셔펠)
- 이상범 - 빌리 베들럼(닉 친런드)
- 방성준 - 오델(미켈티 윌리엄슨)
- 정재헌 - 호모 샐리(레놀리 산티아고)
- 엄현정 - 샐리 비숍 교도관(레이철 티코틴)
- 변종필 - 팔존 교도관(스티브 이스틴)
- 최한 - 던컨 멀로이(콜름 미니)
- 문남숙 - 트리샤 포우(모니카 포터)
- 박신희 - 케이시 포우(랜드리 올브라이트)
- 이성 - 국장(존 로셀리우스)
- 안장혁 - 죄수(리처드 L. 듀란)
- 윤복성 - 심스(호세 수니가)
- 엄태국 - 프랑시스코(제스 보레고)
- 김용준 - 조종사(프레드릭 렌)